# Саламбо
Вижте пояснителната страница за други значения на Саламбо.
„Саламбо“ (на френски: Salammbô), наричан също „Пред стените на Картаген“, е исторически роман от 1862 година на френския писател Гюстав Флобер.

## Сюжет
В основата на сюжета е Въстанието на наемниците през III век пр.н.е., което противопоставя град Картаген на наетите от него варвари, които участват в Първата пуническа война, но не получават уговореното заплащане. Флобер се придържа към известните исторически факти, но попълва свободно липсващата информация, обрисувайки картината на въображаем Ориент с чувствена и изпълнена с насилие екзотика.

## Произведения по романа

### Картини
- Саламбо, картина на Гастон Бюсер, 1907
- Алфонс Муха – Танцът със съвкуплението на Саламбо

### Опери
През 1940 г. българският композитор Веселин Стоянов пише операта „Саламбо“ по либрето на Борис Борозанов. Премиерата ѝ е в Софийската народна опера на 22 май 1940 г. През 1942 г. е представена в Братиславската опера, а на следната година е отпечатана от „Универсал едисион“ във Виена. 